# Euxoa rubra
Euxoa rubra là một loài bướm đêm trong họ Noctuidae.